# Мали Емајиги
Мали Емајиги (ест. Väike  Emajõgi) река је у Естонији која протиче јужним делом земље преко територије округа Валгама.
Свој ток започиње као отока маленог језера Пихајарв, у брдском подручју Отепа на надморској висини од око 115 метара. Након извора тече у смеру југозапада, а потом у средњем делу тока нагло скреће ка северозападу и након 82 km тока улива се у језеро Вирцјарв (на његовој јужној обали). Припада басену реке Нарве и Финског залива Балтичког мора.
Укупна дужина водотока је 82 km, док је површина сливног подручја око 1.380 km². Укупан пад речног корита је 82 km, или у просеку око 0,98 метара по километру тока. Најважнија притока је река Педели (ест. Pedeli jõgi).